# Cobra (film din 1974)
Cobra (titlul original: în japoneză 怒れ毒蛇 目撃者を消せ, transliterat: Mokugekisha o kese: Ikare dokuhebi) este un film de acțiune japonez, realizat în 1974 de regizorul Umetsugu Inoue, protagoniști fiind actorii Jirô Tamiya, Ping Wang, Fujiko Nara, Yôko Yamamoto. 

## Distribuție
- Jirô Tamiya – Cobra Kumera
- Ping Wang –
- Fujiko Nara –
- Yôko Yamamoto –
- Kao Chiang –
- Szu-Cheng Mu –
- Takanobu Hozumi –
- Jun Kashima –
- Ryôko Mizuki –
- Kôji Moritsugu –
- Koji Nakada –
- Tadao Nakamaru –
- Michiko Tsukasa –
- Fumio Watanabe –
- Kôei Yamamoto –